# Roland GS

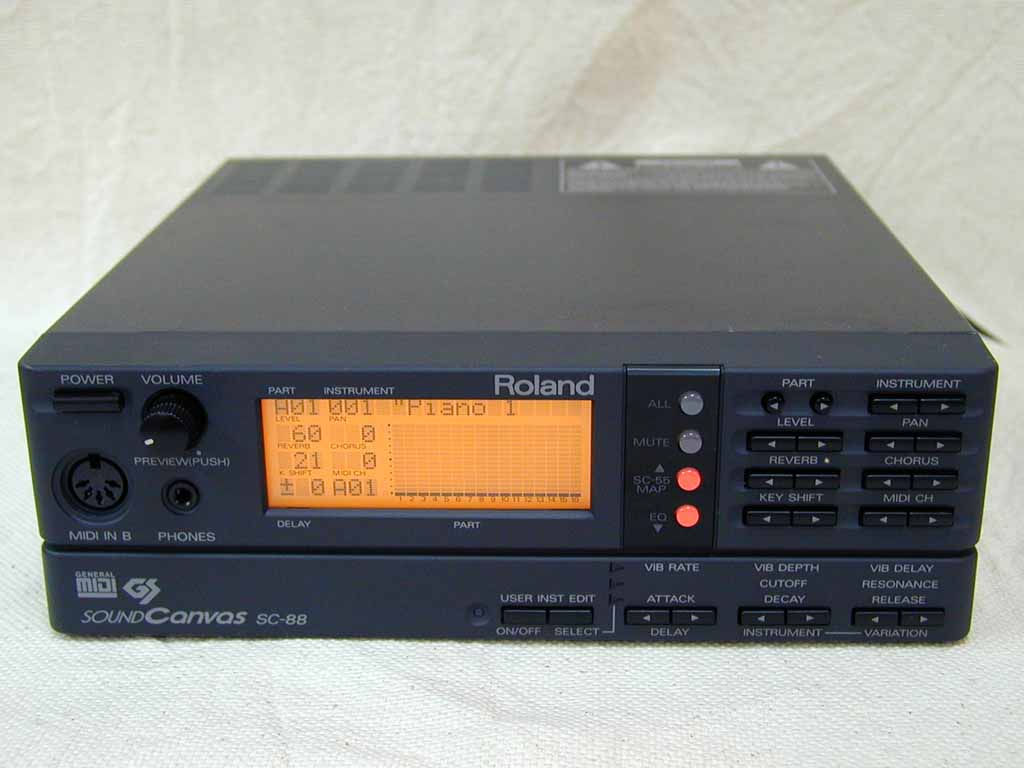
Roland SC-88 klankmodule met GS.

General Standard (GS) is een uitbreiding op het General MIDI-protocol dat is ontwikkeld door Roland. Het vereist dat alle GS-compatibele apparatuur aan bepaalde eigenschappen moet voldoen voor meer klanken en besturing van geluidseffecten.
General Standard wordt uitsluitend in apparatuur van Roland toegepast, en was van grote invloed voor General MIDI 2 (GM2). Yamaha creëerde op haar beurt de eigen XG uitbreiding.

## Geschiedenis
Organisaties vonden begin jaren 90 dat General MIDI op enkele punten tekort schoot, dit was de reden voor het creëren van de GS standaard. Het wordt gezien als een uitbreiding op GM met meer klanken en controllers, en is geheel compatibel met de oorspronkelijke GM-standaard. De eerste GS-extensies werden geïntroduceerd in de Roland Sound Canvas SC-55 in 1991, die zowel het General MIDI protocol alsook GS ondersteunde.
In 1994 kwam de SC-88 uit. Hiermee konden 32 gelijktijdige noten worden afgespeeld, en het bevatte 654 instrumenten en 24 drum kits.
Latere instrumenten van Roland kregen meer GS mogelijkheden, en kunnen in sommige gevallen ook overweg met XG instructies.

## Aanvulling
GS verbetert enkele kritiekpunten van de oorspronkelijke General MIDI standaard, zoals het beperkte aanbod van klanken. GS definieert 98 aanvullende klanken, 15 extra percussieklanken, 8 extra drumkits, en 3 effecten. Daarnaast bevat GS ook een klankprioriteit, zodat MIDI-kanalen een rang krijgen bij de beschikbare polyfonie.

## Mogelijkheden

### Banken
In vergelijking met General MIDI behoudt elke individuele bank zijn klank, zodat wordt voldaan aan de voorschriften van de oorspronkelijke 128 klanken van GM. Er zijn twee controllers toegevoegd waarmee klankvariaties geselecteerd kunnen worden.

### Drumkits
MIDI kanaal 10 wordt gebruikt voor drums, maar bij GS kan deze worden toegewezen op elk gewenst kanaal. In totaal kunnen er twee verschillende drumkits worden gebruikt uit een totaal van 9 drumkits.

### Ondersteunde hardware
Vanaf 1991 ondersteunde Roland GS in de meeste van haar apparatuur, onder andere de SC-55, SC-88, SC-880, RA-90, SD-90, SD-35, en de PMA-5.